# Copa do Mundo de Futsal de 2004
A Copa do Mundo de Futsal da FIFA de 2004 foi disputado entre 21 de novembro e 5 de dezembro em Taiwan (oficialmente Taipé Chinesa por razões políticas). Foi a quinta edição deste campeonato mundial, promovido pela FIFA.

## Primeira fase
(21 de novembro-26 de novembro)

### Grupo A
| Equipe      | Pts | J | V | E | D | GP | GC |
| ----------- | --- | - | - | - | - | -- | -- |
| Espanha     | 9   | 3 | 3 | 0 | 0 | 19 | 0  |
| Ucrânia     | 6   | 3 | 2 | 0 | 1 | 12 | 8  |
| Egito       | 3   | 3 | 1 | 0 | 2 | 9  | 12 |
| China Taipé | 0   | 3 | 0 | 0 | 3 | 2  | 29 |

| China Taipé | 0 - 12 | Egito       |
| Espanha     | 2 - 0  | Ucrânia     |
| China Taipé | 0 - 10 | Espanha     |
| Egito       | 4 - 5  | Ucrânia     |
| Ucrânia     | 7 - 2  | China Taipé |
| Egito       | 0 - 7  | Espanha     |

### Grupo B
| Equipe          | Pts | J | V | E | D | GP | GC |
| --------------- | --- | - | - | - | - | -- | -- |
| Brasil          | 9   | 3 | 3 | 0 | 0 | 23 | 2  |
| República Checa | 6   | 3 | 2 | 0 | 1 | 8  | 5  |
| Tailândia       | 3   | 3 | 1 | 0 | 2 | 5  | 15 |
| Austrália       | 0   | 3 | 0 | 0 | 3 | 2  | 18 |

| Austrália       | 0 - 10 | Brasil          |
| República Checa | 2 - 1  | Tailândia       |
| Austrália       | 0 - 5  | República Checa |
| Brasil          | 9 - 1  | Tailândia       |
| Tailândia       | 3 - 2  | Austrália       |
| Brasil          | 4 - 1  | República Checa |

### Grupo C
| Equipe         | Pts | J | V | E | D | GP | GC |
| -------------- | --- | - | - | - | - | -- | -- |
| Itália         | 9   | 3 | 3 | 0 | 0 | 15 | 5  |
| Estados Unidos | 4   | 3 | 1 | 1 | 1 | 7  | 8  |
| Paraguai       | 3   | 3 | 1 | 0 | 2 | 8  | 11 |
| Japão          | 1   | 3 | 0 | 1 | 2 | 5  | 11 |

| Itália         | 6 - 3 | Estados Unidos |
| Japão          | 4-5   | Paraguai       |
| Itália         | 5 - 0 | Japão          |
| Estados Unidos | 3-1   | Paraguai       |
| Paraguai       | 2 - 4 | Itália         |
| Estados Unidos | 1 - 1 | Japão          |

### Grupo D
| Equipe    | Pts | J | V | E | D | GP | GC |
| --------- | --- | - | - | - | - | -- | -- |
| Argentina | 9   | 3 | 3 | 0 | 0 | 10 | 1  |
| Portugal  | 6   | 3 | 2 | 0 | 1 | 9  | 1  |
| Irã       | 3   | 3 | 1 | 0 | 2 | 9  | 13 |
| Cuba      | 0   | 3 | 0 | 0 | 3 | 3  | 16 |

| Irã       | 0 - 4 | Portugal  |
| Cuba      | 0 - 3 | Argentina |
| Irã       | 8 - 3 | Cuba      |
| Portugal  | 0 - 1 | Argentina |
| Argentina | 6 - 1 | Irã       |
| Portugal  | 5 - 0 | Cuba      |

## Segunda fase
(28 de novembro - 1 de dezembro)

### Grupo E
| Equipe          | Pts | J | V | E | D | GP | GC |
| --------------- | --- | - | - | - | - | -- | -- |
| Itália          | 7   | 3 | 2 | 1 | 0 | 6  | 2  |
| Espanha         | 6   | 3 | 2 | 0 | 1 | 7  | 4  |
| Portugal        | 4   | 3 | 1 | 1 | 1 | 9  | 7  |
| República Checa | 0   | 3 | 0 | 0 | 3 | 4  | 13 |

| Espanha         | 2 - 0 | República Checa |
| Itália          | 0 - 0 | Portugal        |
| Espanha         | 2 - 3 | Itália          |
| República Checa | 4 - 8 | Portugal        |
| Espanha         | 3 - 1 | Portugal        |
| República Checa | 0 - 3 | Itália          |

### Grupo F
| Equipe         | Pts | J | V | E | D | GP | GC |
| -------------- | --- | - | - | - | - | -- | -- |
| Brasil         | 9   | 3 | 3 | 0 | 0 | 16 | 7  |
| Argentina      | 4   | 3 | 1 | 1 | 1 | 3  | 3  |
| Ucrânia        | 4   | 3 | 1 | 1 | 1 | 3  | 7  |
| Estados Unidos | 0   | 3 | 0 | 0 | 3 | 7  | 12 |

| Brasil    | 6 - 1 | Ucrânia        |
| Argentina | 2 - 1 | Estados Unidos |
| Brasil    | 2 - 1 | Argentina      |
| Ucrânia   | 3 - 1 | Estados Unidos |
| Brasil    | 8 - 5 | Estados Unidos |
| Ucrânia   | 0 - 0 | Argentina      |

## Fase final
|  | Semifinais      | Semifinais      |   |                 | Final           | Final |  |
|  |                 |                 |   |                 |                 |       |  |
|  | 3 de dezembro - |                 |   |                 |                 |       |  |
|  | Brasil          | 2 (4)           |   |                 |                 |       |  |
|  | Espanha         | 2 (5)           |   |                 |                 |       |  |
|  |                 |                 |   |                 |                 |       |  |
|  |                 |                 |   |                 | 5 de dezembro - |       |  |
|  |                 |                 |   |                 | Espanha         | 2     |  |
|  |                 | Itália          | 1 |                 |                 |       |  |
|  |                 |                 |   |                 |                 |       |  |
|  |                 |                 |   |                 |                 |       |  |
|  |                 |                 |   |                 | Terceiro lugar  |       |  |
|  | 3 de dezembro - | 3 de dezembro - |   | 5 de dezembro - | 5 de dezembro - |       |  |
|  | Itália          | 7               |   | Brasil          | 7               |       |  |
|  | Argentina       | 4               |   |                 | Argentina       | 4     |  |

### Semifinais
| 3 de Dezembro de 2004 | Brasil               | 2 – 2 (PRO) (4–5 DPP) | Espanha                  | National Taiwan University Taipé, Taiwan Público:3,400 Árbitro: Nestor Valiente |
|                       | Pablo 26' · Simi 35' | Report                | 23' Andreu · 35' Marcelo |                                                                                 |

|                                               |       | Penalidades                                      |  |
| Falcão: Neto: Índio: Euler: Simi: Schumacher: | 4 – 5 | Limones: Kike: Rodríguez: Torras: Julio: Andreu: |  |

| 3 de Dezembro de 2004 | Argentina                                    | 4 – 7  | Itália                                                        | National Taiwan University Taipé, Taiwan Público:3,500 Árbitro: Ibrahim Mohamed |
|                       | Sánchez 28' · Gimenez 34', 40' · Wilhelm 35' | Report | 2', 12', 35' Bacaro · 9' Fabiano · 32' Vicentini · 34' Foglia |                                                                                 |

### Disputa do 3º lugar
| 5 de Dezembro de 2004 | Brasil                                                  | 7 – 4  | Argentina                         | National Taiwan University Taipé, Taiwan Público:3,500 Árbitro: Pedro Galán |
|                       | Falcão 1',6',12' Schumacher 17',36' Euler 18' Índio 19' | Report | Sánchez 9',23' Giustozzi 29', 30' |                                                                             |

### Final
| 5 de Dezembro de 2004 | Espanha              | 2 – 1 | Itália      | National Taiwan University Taipé, Taiwan Público:3,500       |
|                       | Kike 24' Marcelo 30' |       | Zanetti 40' | Árbitro: Juan Carlos Sciancalepore e Noildo Macedo da Paixão |

## Premiação
| Vencedor         |
| ---------------- |
| ESPANHA Bicampeã |

| Vice-campeão | Itália |

| 3º lugar | Brasil |

| 4º lugar | Argentina |

| Prêmio FIFA Chuteira de Ouro (artilheiro): | Troféu FIFA Fair Play (equipe menos faltosa): | Prêmio FIFA Bola de Ouro (melhor jogador): |
| ------------------------------------------ | --------------------------------------------- | ------------------------------------------ |
| 1º Falcão 2º Índio 3º Marcelo              | Brasil                                        | 1º Falcão 2º Javi Rodríguez 3º Bacaro      |